# クラシファイド
クラシファイド (classifieds) とは、目的や地域によって分類された募集広告や告知を、一覧形式で掲載する広告媒体。
企業などによる一般的な宣伝広告とは異なり、個人を中心に誰でも手軽に広告掲載できることが多く、広告掲載料は無料もしくは安価で、原稿作成も自由で単純なことが多い。日本では、新聞やフリーペーパーなどの紙媒体で「三行広告」「案内広告」「文字広告」などとして使われてきた。インターネット上のクラシファイドサイトでは、検索機能を加えたサービスが一般的である。
クラシファイド広告の一般的な取り扱いカテゴリには、物品（あげます・ください、売りますなど）、中古車、不動産、求人イベント、出会い、サービスなどがある。
classified【名】とは「分類されたもの」という意味で、クラシファイドの情報媒体は通常複数形で「classifieds」となる。

## 主なクラシファイドサイト
- Craigslist - この分野の先駆けとも言えるサイト。サンフランシスコのローカル情報からスタートして全米規模に発展した。
- Backpage - アメリカ国内におけるクラシファイド広告サイトとしては2番人気。
- kijiji - インターネットオークションでは世界最多の利用者を誇るeBay社のクラシファイドサイト。
- Windows Live Expo - Microsoft社のクラシファイドサイト。2008年7月末をもってサービスを終了した。
- Locanto - ドイツのクラシファイドサイト。オランダ語、英語、フランス語、ドイツ語、スペイン語に対応している。
- びびなび - 海外在住の日本人向けクラシファイドサイト。英語、日本語に対応している。
- ジモティー - 日本のクラシファイドサイト。都道府県別にページが構成されている。